# City Hall (Cardiff)
City Hall (in gallese: Neuadd y ddinas) è un edificio situato all'interno del Cathays Park di Cardiff nel Galles. 
La struttura ospita il municipio del comune di Cardiff. Fu costruito come parte del piano edilizio di Cathays Park e venne aperto nell'ottobre del 1906. Costruito in pietra di Portland, è uno dei primo esempio d'architettura in stile barocco edoardiano. L'edificio è un monumento classificato I grado.